# Mahomet (miejscowość)
Mahomet – wieś w Stanach Zjednoczonych, w stanie Illinois, w hrabstwie Champaign.